# San (rivière)
Pour les articles homonymes, voir San.
Le San (en ukrainien : Сян, Sian ; en allemand : Saan) est une rivière du Sud-Est de la Pologne et un affluent droit de la Vistule, dans le Sud de son bassin versant. 

## Géographie

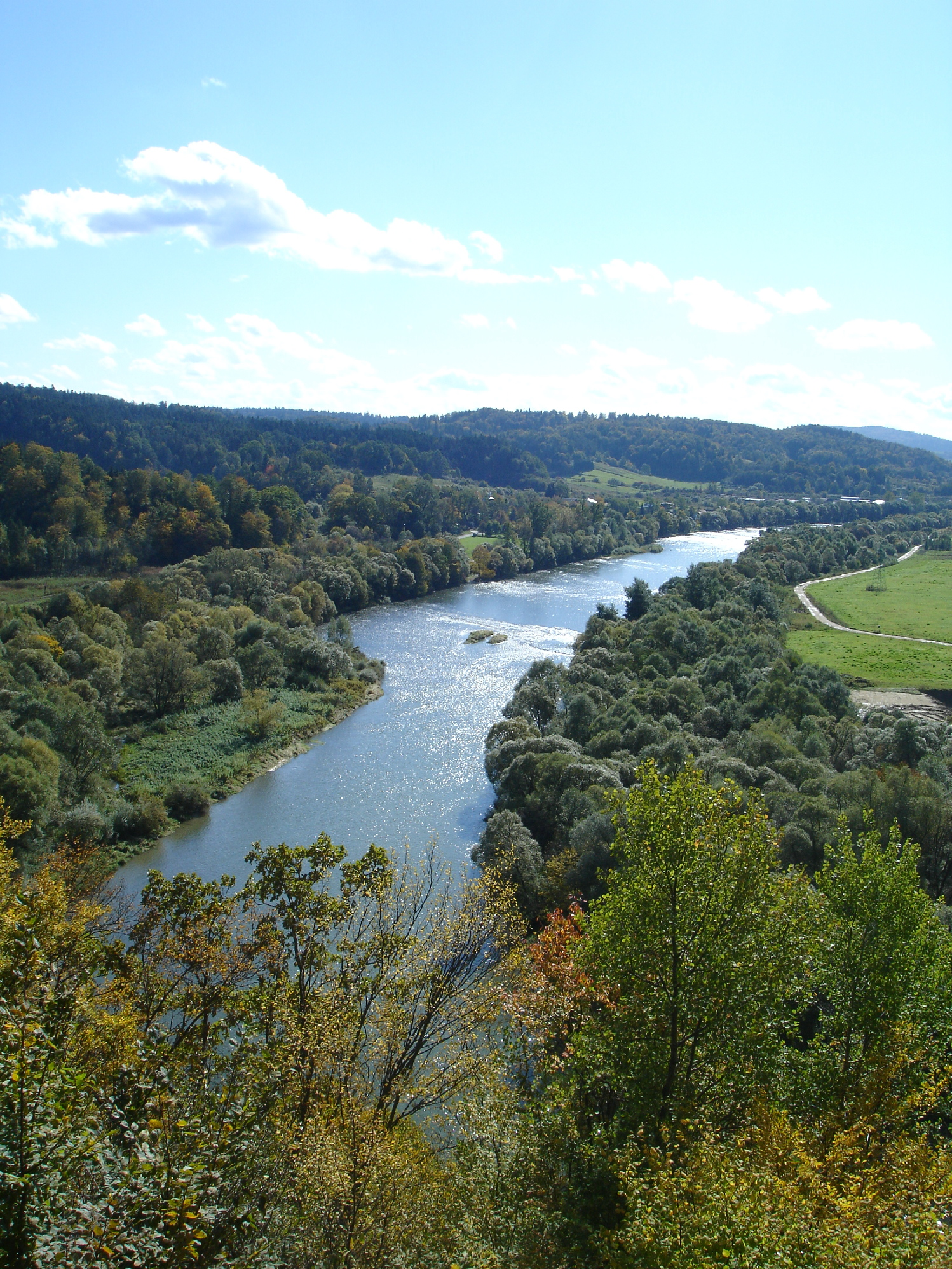
San près du, en Pologne

Avec une longueur de 433 km, c'est le sixième plus long cours d'eau de Pologne. Son bassin hydrographique couvre une surface de 16 861 km2, dont 14 390 km2 en Pologne. Le San prend sa source dans les Carpates orientales, sur le col d'Oujok, près du petit village de Sianky (en) - 49° 00′ 10″ N, 22° 52′ 30″ E. Pendant 55 km environ, il marque la frontière entre la Pologne et l'Ukraine.
Le San, le Wisłok, la Wisloka avec la Ropa, partant des contreforts les moins élevés des Carpates (de la base du col de Dukla) présentent une force motrice très inférieure, qu'on peut évaluer à 8,5 HP par km².

## Étymologie
Selon le linguiste Jan Michał Rozwadowski (pl), le nom de la rivière viendrait d'une base ancienne ayant donné les formes polonaises San et ruthène Śan peut-être reliable à la présence celtique antique dans la région avec des formes que l'on retrouve ailleurs en Europe sur une base indo-européenne commune pour des noms de rivière,.
Sur les cartes anciennes, on trouve les dénominations : 1097 Sanъ, reku Sanъ, k Sanovi, nad Sanomъ (1152), Sanu (1287), San (1339), Szan (1406), Sanok (1438), Saan (1439), Sayn (1445), San (1467), Szan (1517) ou Schan (1526).[réf. nécessaire]

## Histoire
La rivière San prend sa source sur le versant septentrional des Carpates orientales, en Galicie, à l'extrémité S.O. du cercle de Sambor, sur la limite du comitat hongrois d'Unghvar, coule au N.N.E., en baignant Sanok (sur la rive opposée du San, les ruines d'un château du XIIIe siècle, sur le sommet d'une hauteur dont un abrupt s'élève de la rivière) et Dynów, où elle tourne à l'Est, jusqu'au-dessous de Przemyśl, qu'elle arrose, reprend alors sa première direction, passe à Jarosław, se grossit du Wisłok à gauche, et atteint ensuite la Pologne, où elle sépare la voïvodie de Lublin du cercle gallicien de Rzeszów jusqu'à son confluent avec la Vistule, dans laquelle elle se jette par la droite, après un cours très sinueux, d'environ 90 l., à 1 l.1/2 N.E. de Sandomir.

« Les Lechs (Lestko) s'emparèrent rapidement de tout le triangle situé entre le San et la Vistule; ils passèrent la Vistule, et, laissant à leur droite les grandes forêts qui formaient la frontière de la Polésie, peu accessibles à la cavalerie, ils s'étendirent dans les plaines de la Grande-Pologne. […] D'abord, les princes ruthènes envahirent le pays polonais, ils se répandirent jusqu'au Bug et au San, chassèrent les garnisons des châteaux de la Chrobatie-Rouge, et ne pouvant conserver leurs conquêtes, ils emmenèrent avec eux, dans les steppes d'au-delà du Dniepr, une foule immense de captifs »

— Adam Mickiewicz, Les premiers siècles de l'histoire de la Pologne.
Pendant la « Campagne polonaise de septembre » (1939), lors de la Seconde Guerre mondiale, des forces polonaises ont tenté de tenir une ligne de défense le long du San le 6 septembre 1939, jusqu'à ce que les forces allemandes avancent leur tête de pont, le 12 septembre 1939.

## Sur le versant septentrional extérieur
- Le Dniestr-San

Le Dniester-San. Les sources de ces deux cours d'eau sont séparées par une ramification qui quitte le faîte au Sud-Est de Lutowiska, se porte au Nord-Est vers Lviv, et va expirer au bord des plaines de la Pologne.
- Le San-Wisłoka

Ce rameau sépare en deux branches par le cours du Wisłok, qui se jette dans la San court principalement au Nord vers Łańcut et Kolbuszowa, et finit, à l'Ouest de cette dernière ville, par les plaines qui s'étendent jusqu'au confluent de la Wisloka et de la Vistule.

## Principales villes traversées
De l'amont vers l'aval, le San traverse les villes suivantes de Lesko, Zagórz, Sanok, Dynów, Przemyśl, Radymno, Jarosław, Sieniawa, Leżajsk, Rudnik nad Sanem, Ulanów, Nisko, Stalowa Wola

## Principaux affluents

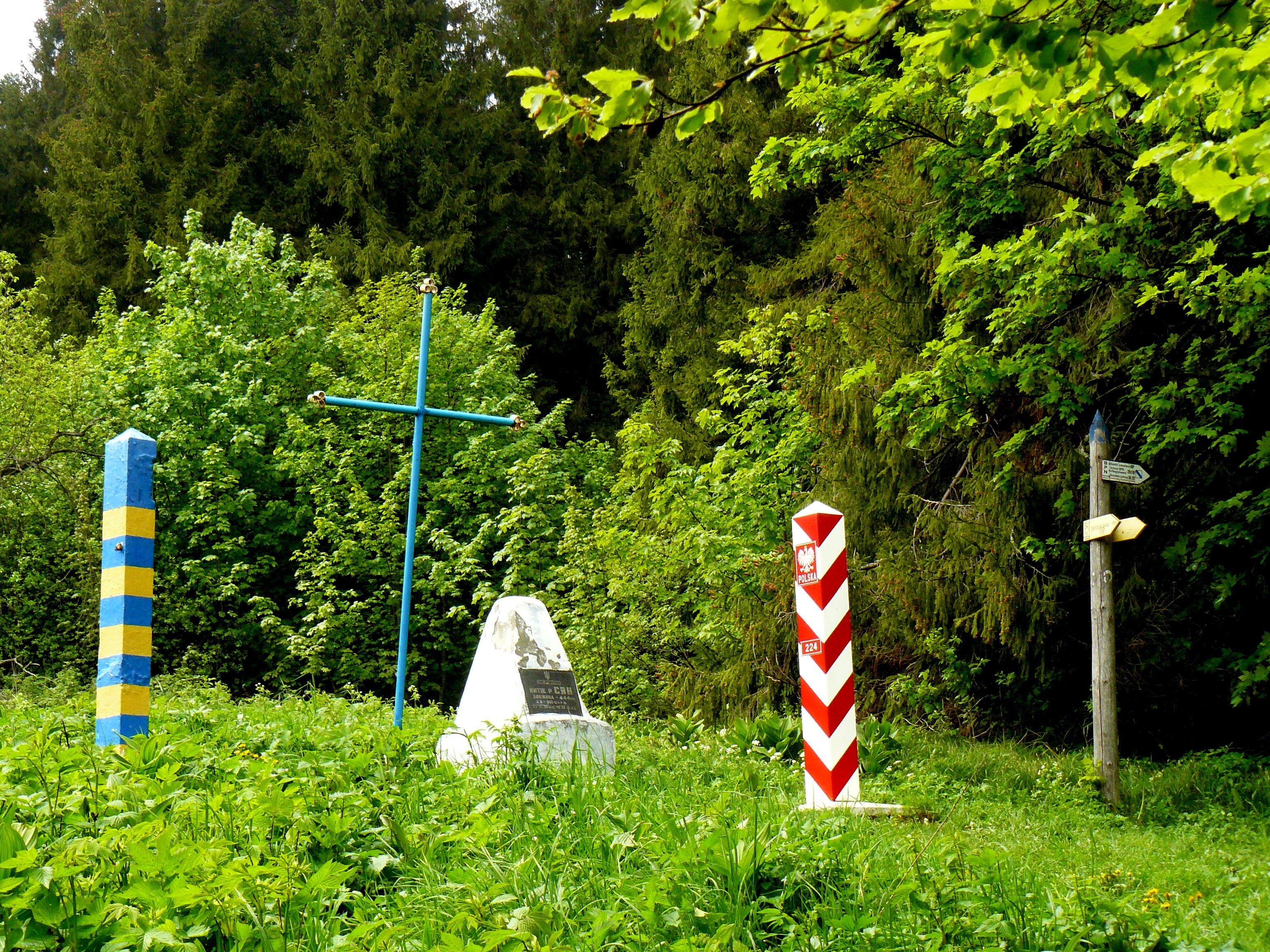
Monument érigé à la source du San, à la frontière ukraino-polonaise.

Par ordre alphabétique :
- Bukowa
- Lubaczówka
- Lubienia
- Łęg Rokietnicki
- Myczkowski Potok
- Osława
- Otryt
- Rada
- Solinka
- Stupnica
- Szkło
- Tanew
- Trzebośnica
- Wisłok
- Wisznia
- Wiar
- Wołosaty

## Littérature
- Akta Grodzkie i Ziemskie, Lwów 1868
- prof. Adam Fastnacht: Osadnictwo Ziemi Sanockiej, 1946
- prof. Adam Fastnacht - Slownik Historyczno-Geograficzny Ziemi Sanockiej w Sredniowieczu, Krakau 2002,  (ISBN 83-88385-14-3)